# Lignières-Châtelain
Lignières-Châtelain és un municipi francès situat al departament del Somme i a la regió dels Alts de França. L'any 2007 tenia 360 habitants.

## Demografia

### Població
El 2007 la població de fet de Lignières-Châtelain era de 360 persones. Hi havia 149 famílies de les quals 45 eren unipersonals (12 homes vivint sols i 33 dones vivint soles), 54 parelles sense fills, 46 parelles amb fills i 4 famílies monoparentals amb fills.
La població ha evolucionat segons el següent gràfic:
Habitants censats

### Habitatges
El 2007 hi havia 162 habitatges, 145 eren l'habitatge principal de la família, 11 eren segones residències i 6 estaven desocupats. 159 eren cases i 1 era un apartament. Dels 145 habitatges principals, 117 estaven ocupats pels seus propietaris, 25 estaven llogats i ocupats pels llogaters i 3 estaven cedits a títol gratuït; 2 tenien una cambra, 3 en tenien dues, 23 en tenien tres, 40 en tenien quatre i 77 en tenien cinc o més. 101 habitatges disposaven pel capbaix d'una plaça de pàrquing. A 73 habitatges hi havia un automòbil i a 57 n'hi havia dos o més.

### Piràmide de població
La piràmide de població per edats i sexe el 2009 era:
| Homes | Edats   | Dones |
| ----- | ------- | ----- |
| 0     | 95 o +  | 4     |
| 0     | 90 a 94 | 0     |
| 8     | 85 a 89 | 8     |
| 0     | 80 a 84 | 4     |
| 0     | 75 a 79 | 8     |
| 12    | 70 a 74 | 8     |
| 4     | 65 a 69 | 4     |
| 4     | 60 a 64 | 16    |
| 8     | 55 a 59 | 4     |
| 12    | 50 a 54 | 4     |
| 24    | 45 a 49 | 20    |
| 12    | 40 a 44 | 12    |
| 12    | 35 a 39 | 4     |
| 12    | 30 a 34 | 16    |
| 0     | 25 a 29 | 8     |
| 0     | 20 a 24 | 0     |
| 16    | 15 a 19 | 4     |
| 0     | 10 a 14 | 16    |
| 4     | 5 a 9   | 8     |
| 12    | 0 a 4   | 8     |

## Economia
El 2007 la població en edat de treballar era de 221 persones, 162 eren actives i 59 eren inactives. De les 162 persones actives 137 estaven ocupades (83 homes i 54 dones) i 25 estaven aturades (8 homes i 17 dones). De les 59 persones inactives 17 estaven jubilades, 18 estaven estudiant i 24 estaven classificades com a «altres inactius».

### Ingressos
El 2009 a Lignières-Châtelain hi havia 137 unitats fiscals que integraven 338 persones, la mediana anual d'ingressos fiscals per persona era de 16.608 €.

### Activitats econòmiques
Dels 19 establiments que hi havia el 2007, 3 eren d'empreses de construcció, 4 d'empreses de comerç i reparació d'automòbils, 3 d'empreses de transport, 1 d'una empresa d'hostatgeria i restauració, 3 d'empreses de serveis, 3 d'entitats de l'administració pública i 2 d'empreses classificades com a «altres activitats de serveis».
Dels 6 establiments de servei als particulars que hi havia el 2009, 1 era una oficina de correu, 1 taller de reparació d'automòbils i de material agrícola, 1 paleta, 2 lampisteries i 1 restaurant.
L'any 2000 a Lignières-Châtelain hi havia 14 explotacions agrícoles que ocupaven un total de 642 hectàrees.

## Equipaments sanitaris i escolars
L'únic equipament sanitari que hi havia el 2009 era una farmàcia.
El 2009 hi havia una escola elemental integrada dins d'un grup escolar amb les comunes properes formant una escola dispersa.

## Poblacions més properes
El següent diagrama mostra les poblacions més properes.